# Panská rozhledna
Panská rozhledna (též rozhledna Panský vrch či rozhledna na Panském vrchu) je rozhledna na 650 metrů vysokém Panském vrchu u Drmoulu v okrese Cheb. Skládá se z 55 metrů vysokého ocelového stožáru systému základnových stanic pro šíření signálu pro mobilní telefony; vyhlídková plošina je ve 40 metrech a vede k ní 207 schodů.
Rozhledna byla otevřena 15. listopadu 2008. Při oslavách otevření nové rozhledny jí bylo uděleno jméno „Panská rozhledna“, jež bylo vybráno ve veřejné anketě. U rozhledny je umístěna informační tabule s dalšími zajímavostmi v okolí.

## Přístup
K rozhledně je dobrý přístup od silnice Drmoul–Tři Sekery. Od vrcholu stoupání v lesním úseku je rozhledna vzdálená asi 50 metrů. Okolo rozhledny prochází naučná stezka Panský vrch. Rozhledna je volně přístupná jen od 1. dubna do 11. listopadu, v zimním období je z bezpečnostních důvodů uzavřena. Dětem do věku 10 let je vstup povolen pouze za doprovodu osoby starší 18 let.

## Výhled
Z rozhledny se nabízí kruhový rozhled na Český les, Krušné hory, Slavkovský les a Smrčiny.